# Константин (Ессенский)
Епи́скоп Константи́н (при рождении Эммануил Маврикиевич Ессенский-Любек, впоследствии укорочено до Мануил Маврикиевич Ессенский или Есенский; 17 (30) мая 1907, Рига — 31 мая 1996, Бланко, Техас, США) — епископ Русской зарубежной церкви, епископ Ричмондский и Британский.

## Биография

### Ранние годы
Родился 17 (30) мая 1907 году в Риге в семье юрисконсульта канцелярии Его Императорского Величества Маврикия (Морица) Ессенского-Любека и имеретинки Марты Ессенской-Любек, урождённой Моссешвили-Фулариани. В семье было трое детей: дочь Нина (род. 1899) и сыновья Александр (род. 1904) и Эммануил. Отец Маврикия (Морица) Ессенского-Любека был консулом Австро-Венгрии в России, который после выхода в отставку остался жить в Риге и умер в 1914 года. В конце 1917 года семья Ессенских оставила Петроград и уехала в Ригу. К этому времени дочь Нина была уже замужем, носила фамилию мужа — Евдокимова и осталась в Петрограде. Впоследствии связь с
ней полностью прервалась. Приводимая в его официальной биографии, опубликованной в РПЦЗ, информация, что его отец был заключён большевиками в тюрьму и убит, а мать узнав об этом, умерла от сердечного приступа, не соответствует действительности.
В 1925 году Эммануил окончил гимназию. Судя по всему, в выборе будущей специальности он остановился на двух направлениях: или богословие, или медицина. Вначале он занялся фармацевтикой и устроился на работу в аптеку. В аптеке он проработал пять лет, начав с места ученика и закончив ассистентом фармацевта. Устроившись на работу, Эммануил стал снимать комнату, то есть стал жить отдельно от матери. Свою мать он очень любил и всегда нежно о ней заботился, однако тяготился общества людей и лучше всего чувствовал себя в одиночестве. Уже в то время он начал готовить себя к монашескому образу жизни. В 1928 году оформил латвийское гражданство. В латышском языке нет удвоенных согласных, поэтому его фамилия в паспорте, выданном в Латвии, потеряла одну букву «с».
Параллельно, с 1928 по 1930 год, брал уроки иконописи у Татьяны Владимировны Косинской (1903—1981) и Пимена Максимовича Софронова (1896—1973). В 1928 году написал заявление на имя архиепископа Рижского и Латвийского Иоанна (Поммера) со следующей просьбой: «интересуясь духовно-нравственной вопросами, желая работать в пользу Православной Церкви, прошу принять меня в Духовную семинарию». Архиепископ Иоанн удовлетворил просьбу. После этого началась учёба Эммануила в Рижской духовной семинарии. Эммануил Ессенский совмещал учёбу в семинарии с работой в аптеке и уроками иконописи. В результате на семинарские занятия оставалось мало времени, поэтому большую часть учебных предметов он сдавал на оценку «удовлетворительно». Закончив в 1930 году двухгодичный курс Рижской духовной семинарии, Эммануил Ессенский попросил архиепископа Иоанна (Поммера) благословить его на учёбу в Свято-Сергиевском богословском институте. Получив благословение, Эммануил Ессенский отбыл в Париж, который был центром русской эмиграции, в котором жили и работали чуть ли не все ведущие представители творческой интеллигенции Русского Зарубежья. В том же году Западно-Европейская епархия перешла из юрисдикции Московского Патриархата в юрисдикцию Константинопольского Патриархата, получив статус экзархата, однако так как архиепископ Иоанн (Поммер) поддержал этот переход, это никак не сказалось на положении латвийских студентов Парижского института.

### Священническое служение в Германии
В 1932 году он окончил Православный Богословский институт. Латвийские выпускники института, как правило, возвращались на Родину, где архиепископ Рижский и Латвийский Иоанн рукополагал их во священники, но Эммануил Ессенский не вернулся в Латвию, так как сразу же после окончания института получил от митрополита Евлогия предложение рукополагаться в Париже и служить в клире Западноевропейского экзархата. Видимо, решающую роль в предложении митрополита сыграли знания Эммануилом Ессенским иностранных языков, в то время как в экзархате было крайне мало священников, владеющих немецким языком. В семье Ессенских разговаривали на двух языках — на русском и немецком, кроме того, Эммануил Ессенский свободно владел французским и латышским языками.
3 июля 1932 года митрополитом Евлогием (Георгиевским) в Александро-Невском соборе в Париже был рукоположён в сан диакона целибатом, а 10 июля того же года — в сан священника. Сразу же после рукоположения был назначен вторым священником на приход Равноапостольного князя Владимира в Берлине.
1 ноября 1934 года переведён настоятелем храма святителя Алексия, митрополита Московского, памятника в Лейпциге (Германия). Также он окормлял русские храмы в Дрездене и Касселе. Одновременно ему часто приходилось обслуживать церкви в Дрездене, Касселе, Эйбеке. Его часто посылали служить в другие храмы, зная, что Эммануил всегда заботился о красоте церкви, в которой служил. Поэтому, если были приходские средства, он приглашал опытных мастеров, которые ремонтировали храм, если же средств не было — сам занимался ремонтом. Многие храмы, в которых служил о. Эммануил, он украсил собственноручно написанными иконами. Кроме того, Эммануил поражал всех профессиональной игрой на балалайке.
В 1938 году с приходом перешёл в юрисдикцию Русской православной церкви заграницей (РПЦЗ). Он объяснял свой поступок тем, что последовал за своим приходом, но как отмечал Александр Гаврилин, по видимому решение было обдуманным. Он никогда не скрывал своей непримиримой позиции по отношению к советской власти, поэтому отношение РПЦЗ к МП и к СССР было ему более близко и понятно, нежели неопределённость взглядов «евлогиан». Принял участие в прошедшем с 14 по 24 августа 1938 года Втором всезарубежном соборе.
В 1938 году был зачислен в штат Воскресенского кафедрального собора в Берлине, в котором прослужил вплоть до января 1945 года. Во время войны нагрузка каждого клирика собора резко возросла, так как к прихожанам прибавились тысячи «восточных рабочих», военнопленных, беженцев. В этот период Эммануил попытался осуществить свою мечту — освоить медицину. В 1942 году он поступил на медицинский факультет Берлинского университета. До отъезда из Берлина он успел пройти четыре семестра.
В январе 1945 года по болезни выехал для лечения в Бад-Гарцбург. После окончания Второй мировой войны оказался в американской зоне оккупации. Ему удалось обосноваться в городе Госларе (Нижняя Саксония), где он организовал приход и начал совершать богослужения. Кроме того он обслуживал четыре храма в лагерях перемещённых лиц, где нашли своё прибежище сотни тысяч бывших военнопленных, «восточных рабочих», беженцев и эвакуированных, участников антисоветских вооруженных формирований, русские эмигранты «первой волны», выехавшие из России ещё в 1920-х годах.
10 апреля 1947 года Эммануилу Ессенскому был пожалован сан протоиерея. В июне 1947 года митрополит Берлинский и Германский Серафим (Ляде) охарактеризовал протоиерея Эммануила, как священника, который «исполнял все возложенные на него пастырские обязанности в высшей степени добросовестно, самоотверженно, ревностно и пользовался поэтому всеобщим уважением и любовью верующего народа».

### Священническое служение в США
Постепенно перемещённые лица переезжали в новые места жительства, а за своей паствой переезжали и священники и, продолжая окормлять бывших перемещенных лиц. В 1949 году в США переехал и протоиерей Эммануил. Живя в США, он укоротил свою фамилию до Ессенский.
В том же году архиепископом Восточноамериканским и Нью-Джерсийским Виталием (Максименко) назначен настоятелем храма во имя Иоанна Предтечи в Вашингтоне. Первые богослужения проходили на квартире Григоровичей-Барских, а затем службы совершались в часовне Воскресения Христова Вашингтонского епископального собора. Кроме того, под руководством архиепископа Иоанна (Максимовича) он занимался переселением в США русских беженцев из Шанхая (ок. 6 тысяч человек) с филиппинского острова Тубабао.
Осенью 1951 года был переведён настоятелем Успенской церкви города Трентона штата Нью-Джерси. В 1953 году переведён настоятелем Покровском храме при домах престарелых Русско-американского союза в Глен-Кове на Лонг-Айленде, штат Нью-Йорк. Со всем талантом иконописца и своим изысканным художественным вкусом переделал гараж, в котором располагалась церковь, в прекрасную жемчужину, достойную быть храмом Божиим. Очень любил богослужения, и его манера служить была достойной, неспешной и глубоко молитвенной. В 1954 году избран членом епархиального совета Восточно-Американской епархии. Диакон Георгий Темидис, которого крестил протоиерей Эммануил Ессенский во время служения в Глен-Кове, запомнил его человеком «эмоциональным, хрупким на чувства, аскетом, который почти ничего не ел; сосредоточенно молился, а на исповеди чувствовалось, что каждый наш грех воспринимался и переживался им не только духовно, но и физически».
Архиепископ Сиракузский и Троицкий Аверкий (Таушев), охарактеризовал Эммануила «как пастыря доброго, полного энергии, ревностного к исполнению священнических обязанностей… За последние годы, которые я его знаю, он проявлял себя всегда с самой лучшей стороны». В силу высокой оценки священноначалием, ему было предложено принять епископский сан. Впервые это произошло в 1951 году, но первоначально он отказался.
4 октября 1967 года в Свято-Троицком монастыре в Джорданвилле архиепископом Аверкием (Таушевым) пострижен в монашество с именем Константин. 5 октября того же года возведён в сан архимандрита.

### Епископское служение
10 декабря 1967 года хиротонисан во епископа Брисбенского, викария Австралийской и Новозеландской епархии. В слове при наречении сказал: «Когда я спрашиваю себя: что является характерной чертой священства в рассеянии, то на ум приходит одна и та же мысль — священство наших дней обязывает нас быть апостолами покаяния, и горе нам, если мы этого не понимаем. Считаю, что в архипастырском служении такое сознание и такая проповедь о покаянии должны занимать главное место, ибо других путей духовного обновления у нас нет. Не внимал наш русской народ праведнику св. Иоанну Кронштадтскому. И вот мы рассеяны… И на реках рассеяния сидим и плачем. Господи, услыши нашу молитву, нашу скорбь, дай нам понять всю глубину нашего падения, избавиться от озлобления и быть достойными нашей многострадальной Родины!»
Решение направить Константина (Ессенского) в Австралию было вызвано тем, что правящий архиерей архиепископ Савва (Раевский) часто болел, поэтому не мог принимать активного участия в церковной жизни. Хотя у епископа Константина не было никакого опыта управления епархией, ему удалось в сравнительно короткий срок завоевать уважение австралийских органов государственной власти и любовь православной паствы.
В сентябре 1974 года во время Третьего всезарубежного собора на закрытом заседании архиереев епископ Константин был освобождён от должности епископа Брисбенского и назначен епископом Сантьягским и Чилийским. Епископ Константин отказался покинуть Австралию, сославшись на то, что его не отпускает австралийская паства. Вскоре Архиерейский Синод получил прошение, подписанное 600 православных австралийцев, с просьбой оставить им Владыку Константина, а также письмо премьера австралийского штата Квинсленд Йох Бьелке-Петерсона, который тоже попросил Синод оставить Константина в Австралии, так как он пользуется большим авторитетом, «зарекомендовал себя там как антикоммунист и своей работой во многих отношениях предостерегал страну от влияния коммунистов».
Не выполнив решения Архиерейского Синода, епископ Константин грубо нарушил церковную дисциплину. Однако наказание за такой проступок вызвало бы недовольство австралийской паствы. Поэтому было решено на время оставить епископа Константина в Австралии для окормления Новой Зеландии, однако сделать всё, чтобы перевести его в США. Решением председателя Архиерейского Синода от 30 октября 1976 года епископ Константин должен был уехать в США, где в Ново-Коренной пустыне в Магопаке ожидать нового назначения. Ожидание растянулось на полтора года.
1 февраля 1978 года назначен епископом Бостонским, викарием Восточно-Американской и Нью-Йоркской епархии.
С 1981 года — епископ Ричмондский и Британский. Одновременно исполнял обязанности настоятеля собора Успения Пресвятой Богородицы в Лондоне. Протоиерей Михаил Таратухин, который 4 года был иподиаконом у епископа Константина в Лондоне, вспоминал о владыке Константине как о смиренном архиерее, молитвеннике, имевшим дар слёз, часто плакавшим во время Евхаристического канона. Отец Михаил отметил, что владыка Константин наставлял своим личным примером и готов был помочь нуждающемуся на всяком месте своего служения на трёх континентах.
Его аскетический стиль жизни и суровый климат подорвали его слабое здоровье. Он страдал от злокачественной анемии, болезни сердца и сильного артрита.
В январе 1986 года Архиерейский Собор РПЦЗ удовлетворил прошение епископа Константина об уходе на покой по состоянию здоровья. 9 марта того же года сослужил сменившему его на посту главы Великобританской епархии епископу Марку (Арндту) и затем вернулся в США.
Лето он проводил в Новой Коренной Пустыни в Магопаке, штат Нью-Йорк, но тамошняя зима была губительна для его здоровья, и в 1991 году он переехал в монастырь «Христа-на-Холмах» близ городка Бланко в штате Техас.
Пребывая на покое, епископ Константин вёл жизнь настоящего аскета: он очень мало ел и спал. Монахи замечали, что свет в его келье горел примерно до половины первого ночи, когда он начинал вычитывать своё молитвенное правило. Примерно в 2 часа ночи они постоянно видели его мерцающий фонарик, когда епископ Константин ходил мимо келий монахов, благословляя спящих их обитателей.
В последние годы епископ Константин стяжал дар покаяния. Во время причащения Святых Таин он часто искренно плакал.
Скончался 18 (31) мая 1996 год после короткого воспаления лёгких. Отпевание совершили епископ Вашингтонский Иларион (Капрал) и епископ Хризостом (Киусис) (греческая старостильная Церковь), с сонмом духовенства, после чего он был похоронен за алтарём монастырского храма.

## Перезахоронение
В 1999 году игумен монастыря «Христа-на-Холмах» Венедикт (Грин) и два монаха обители были исключены из юрисдикции РПЦЗ из-за обвинений в педофилии, а сам монастырь решено было закрыть. В ответ на это Венедикт (Грин) объявил о независимом существовании монастыря под наименованием «Ecumenical Monks Inc.». В июле 2006 году в отношении Венедикта Грина и ещё трех насельников монастыря «Христа-на-Холмах» были выдвинуты новые обвинения в сексуальных надругательствах над несовершеннолетними. Венедикт Грин скончался 16 сентября 2007 года. После изучения обстоятельств его смерти экспертная комиссия пришла к выводу о суициде. Остальные обвиняемые были приговорены к длительным срокам заключения. В 2009 году имущество бывшего монастыря было выставлено на продажу. В результате никто не ухаживал за могилой епископа Константина. Кроме того, могила его находилась в низком месте, в котором часто стояла вода. В связи с этим Архиерейский Синод не раз обсуждал вопрос о перенесении останков епископа Константина в «более живое место», где возносится молитва.
В мае 2009 году Архиерейский Синод постановил совершить перенесение останков епископа Константина в греческий монастырь, находящийся в 30 милях от Бланко, однако осуществить это удалось не сразу, так как эксгумация и транспортировка требовала средств.
В ноябре 2014 году по открытии гроба братией Свято-Троицкого монастыря во главе с архимандритом Лукой (Мурьянкой) собравшиеся могли видеть нетленное тело епископа Константина, что особенно удивительно, потому что место упокоения епископа Константина в течение нескольких лет было затоплено водой, отчего гроб и облачение пришли в полное разрушение. По благословению митрополита Илариона (Капрала) братия Свято-Троицкого монастыря перевезла останки епископа Константина (Ессенского) в Джорданвилль.
1 декабря 2014 года перезахоронен за алтарём Троицкого собора Свято-Троицкого монастыря в Джорданвилле рядом с епископом Буэнос-Айресским и Южно-Американским Александром (Милеантом), где погребены многие архиереи Русской Зарубежной Церкви, а также старейшая братия монастыря. Последним насельником обители, похороненном на этом участке монастырского кладбища, был соподвижник и сомолитвенник приснопамятного митрополита Лавра — архимандрит Флор (Ванько), скончавшийся 4 сентября 2012 года.
Нетленность мощей святителя вызвала повышенный интерес к личности епископа Константина. Стала обсуждаться возможность его канонизации. Вместе с тем оказалось, что сохранилось крайне мало письменных источников об его жизни. В 2017 году латвийским историком Александром Гаврилиным была опубликована биография епископа Константина.